# Federazione degli Sport Olimpici del Liechtenstein
La Federazione degli Sport Olimpici del Liechtenstein (in tedesco Liechtensteinischer Olympischer Sportverband) è un'organizzazione sportiva liechtensteiniana, fondata nel 1935 a Schaan, Liechtenstein.
Rappresenta questa nazione presso il Comitato Olimpico Internazionale (CIO) dal 1935 ed ha lo scopo di curare l'organizzazione ed il potenziamento dello sport in Liechtenstein e, in particolare, la preparazione degli atleti liechtensteiniani, per consentire loro la partecipazione ai Giochi olimpici. Il comitato, inoltre, fa parte dei Comitati Olimpici Europei.
L'attuale presidente federale è Leo Kranz, mentre Johannes Wohlwend ricopre la carica di segretario generale.